# Slag om Białystok-Minsk
De Slag om Białystok-Minsk was een onderdeel van Operatie Barbarossa, de Duitse inval in de Sovjet-Unie. Op 22 juni 1941 brak de Duitse Wehrmacht in de centrale sector van het front door de grensverdediging, rukte op naar Minsk en omsingelde drie legers van het Rode Leger. Alle Sovjet-tegenaanvallen werden afgeslagen en Minsk viel in handen van de Duitse Wehrmacht, waarbij meer dan 290 000 soldaten werden omsingeld ten oosten van de stad.
Met hun blitzkriegtactiek hadden de Duitsers het Rode Leger een zware nederlaag bezorgd. Na de Slag om Białystok-Minsk leek het alsof de Russische veldtocht binnen enkele weken zou zijn afgelopen en dat Moskou spoedig in handen van de Duitsers zou vallen. De Sovjets herstelden zich sneller dan verwacht en er zou nog vier jaar een zware strijd woeden aan het oostfront.

## Situatie juni 1941

### Legergroep Centrum
Hoewel tijdens de planningsfase van Operatie Barbarossa de doelen van Heeresgruppe Nord en Heeresgruppe Mitte voortdurend werden aangepast, bleef het einddoel van Heeresgruppe Mitte onveranderd. Na de vernietiging van het Sovjetleger ten westen van de Dvina-Dnjeprlijn moest maarschalk Von Bock oprukken langs de hoofdweg Brest-Moskou, de enige verharde tweebaansweg in het westelijk deel van de Sovjet-Unie. Het einddoel was de verovering van Moskou, het politieke hart van de Sovjet-Unie. Hitler geloofde dat na de verovering van Moskou het land vanzelf zou ineenstorten. Voor het bereiken van dit doel kreeg Heeresgruppe Mitte twee van de vier panzergruppen en twee infanterielegers toegewezen. In totaal beschikte maarschalk Von Bock over 51 infanteriedivisies en 9 pantserdivisies. Als ondersteuning zette de Luftwaffe meer dan 1000 vliegtuigen in dit gedeelte van het front in.
Het Duitse plan was erg eenvoudig en gebaseerd op hun ervaringen in Polen en Frankrijk. De Luftwaffe moest de vijandelijke luchtmacht vernietigen en daarna de tanks luchtsteun bieden. De Panzergruppe 3 moest vanuit Oost-Pruisen door de grensverdediging breken en oprukken naar Minsk. De Panzergruppe 2 moest ten zuiden van Brest de Boeg oversteken en daarna eveneens naar Minsk oprukken. De Sovjetlegers, die in deze tangbeweging zouden worden omsingeld, moesten worden vernietigd door de tragere infanteriedivisies van het 4de Leger en het 9de Leger. Daarna moesten de panzergruppen zich hergroeperen en over de landbrug naar Smolensk trekken. Vanaf Smolensk zou de opmars vlot moeten verlopen, want op dat moment zouden de Sovjetlegers zijn vernietigd.

### Slagorde Wehrmacht

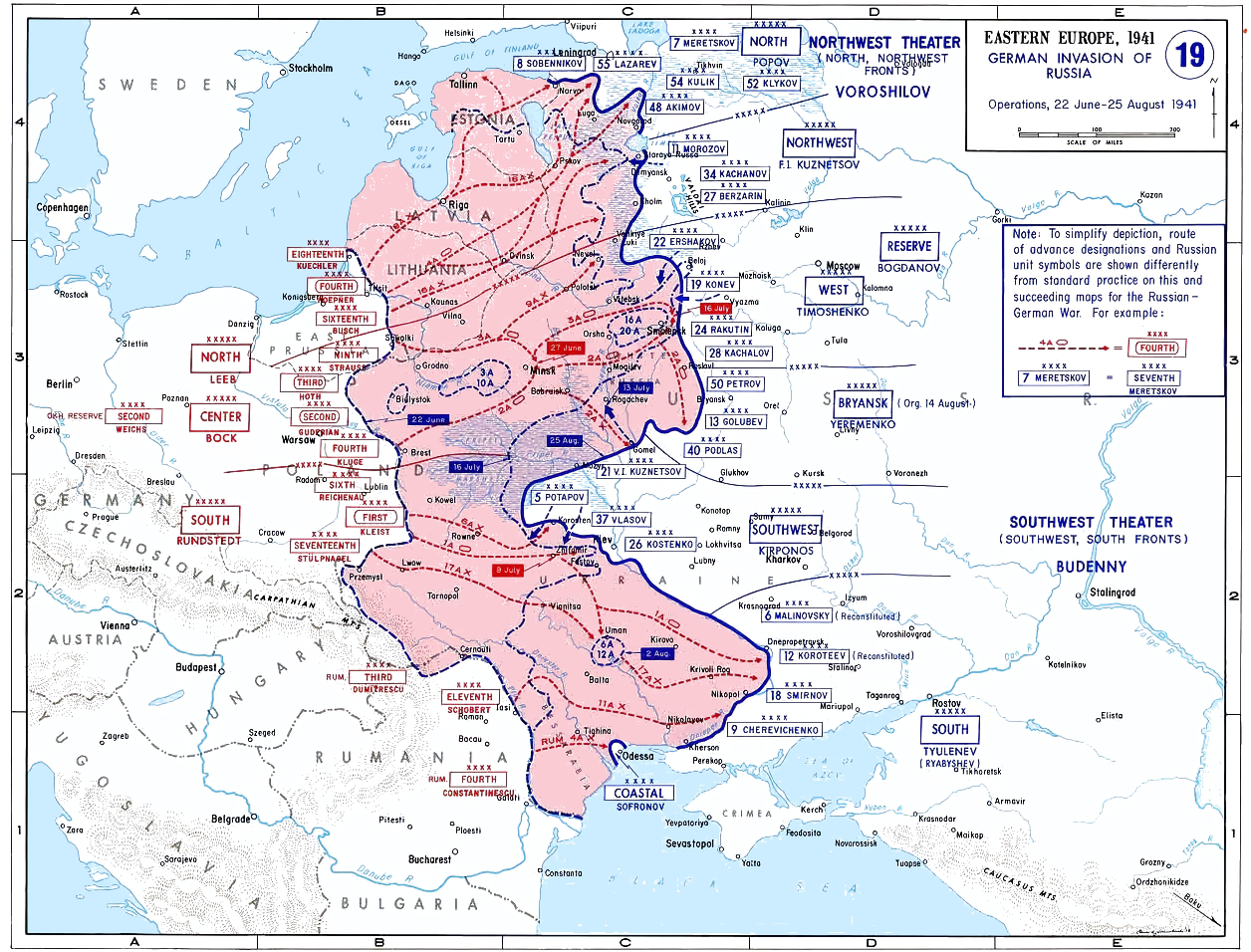
Situatie aan het oostfront juni-augustus 1941

- Heeresgruppe Mitte (veldmaarschalk Fedor von Bock)
  - 4de Leger (veldmaarschalk Günter von Kluge)
    - 7de Korps (generaal Wilhelm Fahrmbacher)
    - 9de Korps (generaal Hermann Geyer)
    - 13de Korps (generaal Hans Felber)
    - 43ste Korps (kolonel-generaal Gotthard Heinrici)

  - 9de Leger (kolonel-generaal Adolf Strauß)
    - 8ste Korps (kolonel-generaal Walter Heitz)
    - 20ste Korps (generaal Friedrich Materna)
    - 42ste Korps (generaal Walter Kuntze)

  - Panzergruppe 2 (kolonel-generaal Heinz Guderian)
    - 12de Korps (generaal Walter Schroth)
    - 24e Gemotoriseerde Korps (generaal Leo Geyr von Schweppenburg)
    - 46e Gemotoriseerde Korps (generaal Heinrich von Vietinghoff)
    - 47e Gemotoriseerde Korps (generaal Joachim Lemelsen)

  - Panzergruppe 3 (kolonel-generaal Hermann Hoth)
    - 5de Korps (generaal Richard Ruoff)
    - 6de Korps (generaal Otto-Wilhelm Förster)
    - 39e Gemotoriseerde Korps (generaal Rudolf Schmidt)
    - 57e Gemotoriseerde Korps (generaal Adolf Kuntzen)

### Westelijk Front
Het gedeelte van de grens waar Heeresgruppe Mitte zou aanvallen, vormde een grote saillant naar het westen. Deze sector werd verdedigd door drie legers van het Westelijk Front, onder leiding van generaal Pavlov. De opstelling van het Rode Leger was in overeenstemming met de Sovjetdoctrine om de volledige grens te verdedigen. Bovendien wilde Stalin het pas veroverde deel van Polen niet opgeven. Deze combinatie van tactiek en politiek zorgde ervoor dat de Sovjetverdediging niet in de diepte was uitgebouwd.
Stalin verwachtte dat er pas in 1942 een oorlog met Duitsland zou uitbreken, hoewel Richard Sorge hem de precieze datum had opgegeven. Hij veronderstelde dat de situatie langzaam zou escaleren en dat de Sovjet-Unie voldoende tijd zou hebben om troepen te mobiliseren en posities in te nemen. Daarna zou hij een aanval op het door Duitsland bezette gedeelte van Polen inzetten. In opdracht van Stalin had generaal Zjoekov hiervoor op 15 mei 1941 een algemeen order opgesteld.
In overeenstemming met dit order had generaal Pavlov zijn troepen opgesteld. De infanteriedivisies bevonden zich tegen de grens. In de meeste gevallen bestond de verdedigingslinie enkel uit een dunne linie prikkeldraad en enkele loopgraven. Er waren nog geen bunkers en antitankgrachten aangelegd. De gemechaniseerde eenheden bevonden zich dieper in het binnenland. Bovendien waren de tanks en de rest van de voertuigen op afzonderlijke plaatsen gelegerd. Volgens zijn planning had generaal Pavlov minstens één dag nodig om zijn tanks te verzamelen en daarna zou het nog een dag vergen vooraleer ze de infanteriedivisies zouden bereiken. Stavka ging ervan uit dat de situatie slechts langzaam zou escaleren.
Ten noorden van de Memel lag het 3e Leger en in het zuiden lag het 4e Leger achter de Westelijke Boeg en rond de vestingstad Brest-Litovsk. De sterkste eenheid, het 10de leger, bevond zich in het westen van de uitstulping rond Białystok. Het 13e Leger bevond zich als reserve bij Minsk.

### Slagorde Rode Leger
- Westelijk Front (generaal Dmitri Pavlov)
  - 3e Leger (generaal V. I. Koeznetsov)
    - 4e Korps
    - 11e Gemechaniseerde Korps

  - 10e Leger (generaal K. D. Goloebev)
    - 1e Korps
    - 5e Korps
    - 6e Gemechaniseerde Korps
    - 13e Gemechaniseerde Korps

  - 4e Leger (generaal A. A. Korobkov)
    - 28e Korps
    - 14e Gemechaniseerde Korps

## Slag bij Minsk (1941)

### De aanval begint
Op 22 juni 1941 om 03:15 ging Operatie Barbarossa van start. Een eerste golf van 30 bommenwerpers, bewapend met speciale fragmentatiebommen, viel 10 Sovjetvliegvelden aan. Deze aanval richtte weinig schade aan, maar beschadigde wel de betonnen startbanen van de vliegvelden. Er ontstond verwarring bij de officieren van de Rode Luchtmacht. Op dat moment verscheen de veel grotere tweede golf van de Luftwaffe. Ongeveer 500 bommenwerpers, 280 duikbommenwerpers en 480 jachtvliegtuigen vielen 66 vliegvelden aan. De gevolgen voor de Sovjets waren verschrikkelijk. Honderden vliegtuigen werden op de grond vernietigd en degene die konden opstijgen, werden neergeschoten door de Duitse jagers. Meer dan 1200 vliegtuigen werden vernietigd in de eerste dagen van operatie Barbarossa. De verliescijfers waren zo hoog dat zelfs Hermann Göring, de opperbevelhebber van de Luftwaffe, ze niet geloofde. Hij gaf opdracht om ze nogmaals te controleren. Het bleek dat de werkelijke verliezen nog hoger waren. De Rode Luchtmacht was uitgeschakeld.

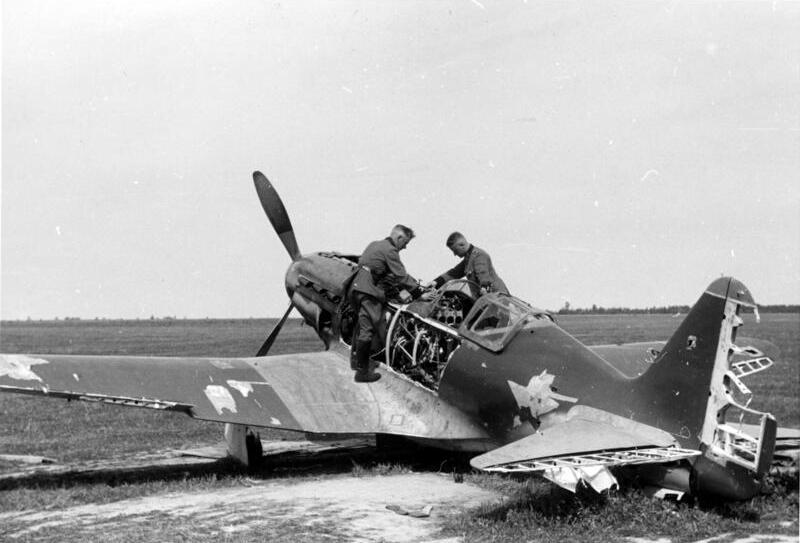
Duitse soldaten onderzoeken een vernietigd Sovjet jachtvliegtuig

In de ochtend lanceerde de Luftwaffe haar derde aanvalsgolf. Deze vliegtuigen bombardeerden bruggen, troepenconcentraties en de hoofdkwartieren van het Rode Leger. Vanaf 23 juni 1941 bestond de voornaamste taak van de Luftwaffe erin om de grondtroepen luchtsteun te bieden. In plaats van zich te concentreren op strategische doelen zoals het bombarderen van fabrieken kreeg de Luftwaffe een tactische rol. Het Oberkommando der Wehrmacht ging ervan uit dat de veldtocht binnen enkele weken zou zijn afgelopen.
Samen met de Luftwaffe overschreden ook de Duitse compagnies van Brandenburgers de grens voor de eigenlijke aanval. Deze commando-troepen hadden opdracht gekregen om het vijandelijke communicatienetwerk te vernietigen, strategische bruggen te bezetten en verwarring te zaaien in de achterhoede. Dankzij hun inlichtingendienst wisten de Duitsers immers dat de Sovjets nog veel gebruik maakten van telefoon in plaats van radio om hun opdrachten door te geven. De Brandenburgers groeven de ondergrondse telefoonkabels op en sneden ze door. Ook bliezen ze de telefoonpalen in de nabijheid van steden op. Op deze manier was het hoofdkwartier van het 4e Leger nog voor het begin van de eigenlijke strijd niet in staat om bevelen te geven aan zijn troepen. De Brandenburgers verwijderden ook de springladingen aan de bruggen over de Boeg waardoor de tanks ongehinderd konden oprukken.

### Opmars Panzergruppe 3

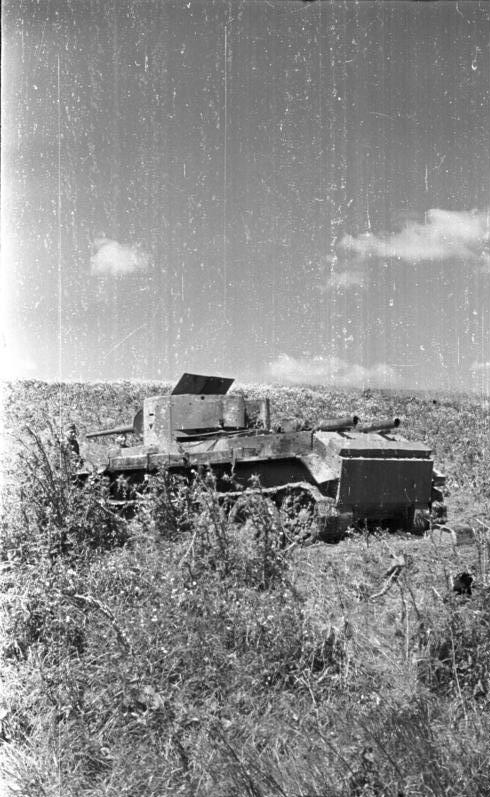
Vernietigde Sovjettank

Panzergruppe 3 en het 9e Leger vielen de saillant vanuit het noorden aan. Panzergruppe 3 van generaal Hermann Hoth viel aan op de scheiding tussen het Westelijk en het Noordwestelijk Frontvan de Sovjets. Reeds in de vroege uren van 22 juni 1941 braken de Duitse tanks door de verdediging en rukten in snel tempo op in de richting van Vilnius, dat ze op de avond van 23 juni 1941 bereikten. Met deze doorbraak dreigde Panzergruppe 3 het 3e Leger vanuit het noorden te omsingelen. Ondertussen lanceerde het Duitse 9e Leger zijn aanval in de richting van Białystok. Generaal Pavlov, de bevelhebber van het Westelijk Front, panikeerde. Hij beschikte nauwelijks over informatie over de situatie in het zuiden, want zijn 4e Leger en 10e Leger waren onbereikbaar. In het noorden zag hij hoe een Duitse colonne van tanks en gemotoriseerde eenheden steeds verder naar het oosten oprukte. Bovendien eiste Stavka voortdurend een aanval op het door de Duitsers bezette gedeelte van Polen.
Generaal Pavlov gaf opdracht om een tegenaanval in te zetten vanuit Grodno naar het noorden. Deze aanval zou de doorgebroken Duitse eenheden afsnijden en daarna moest het 3e Leger de omsingelde Duitsers vernietigen. Generaal Boldin, lid van de staf van het Westelijk Front, kreeg opdracht om deze aanval te leiden. Ondanks het luchtoverwicht van de Luftwaffe vloog de generaal naar het vooruitgeschoven hoofdkwartier van het 10e Leger en hij begon troepen te verzamelen voor de geplande tegenaanval. Door de gebrekkige communicatielijnen en de voortdurende aanvallen van de Luftwaffe duurde het tot 24 juni voor hij voldoende eenheden had verzameld.
Ondertussen nam de druk van het Duitse 9e Leger toe. De voorhoede van het 8e Korps had reeds enkele bruggenhoofden over de Memel ten noorden van Grodno en twee divisies van het 20e Korps waren opgerukt ten westen van de stad. Bij Kuźnica sneden ze de verbindingsweg tussen Grodno en Białystok door. Op 24 juni begon de tegenaanval van het 6e Gemechaniseerde Korps en het 11e Gemechaniseerde Korps. Tussen Dąbrowa en Kuźnica kwam het 20ste Korps onder druk te staan, maar de aanvallen waren te zwak om het Duitse front te doorbreken. Generaal Strauss stuurde twee extra divisies naar de bedreigde sector. De inzet van deze reserves betekende niet dat de Duitsers zich zorgen maakten. De rest van het 9e Leger zette zijn opmars ongehinderd verder. Grodno viel in handen van het 8ste Korps, waardoor de achterhoede van het 11de Gemechaniseerde Korps werd bedreigd. Ook de tanks van Panzergruppe 3 vertraagden hun opmars niet. De voorhoede van het 57e Korps bereikte Lida.
Tegen de avond van 25 juni was het duidelijk dat de Sovjet-tegenaanval was mislukt. Er was nergens een doorbraak en de aanvallers hadden zware verliezen geleden. De tanks hadden nauwelijks nog brandstof en munitie. Door de voortdurende aanvallen van de Luftwaffe was het onmogelijk om hen te bevoorraden. De Sovjettroepen begonnen zich terug te trekken. Eerst langzaam, maar al spoedig ontaardde de terugtocht in een wilde vlucht. Door de opmars van het 8e Korps was de ontsnappingsroute nog maar een smalle corridor ten zuiden van de Memel en vanuit het zuiden naderden de eenheden van Panzergruppe 2. Op 27 juni veroverde het 8e Korps Mosty en het 10e Leger was omsingeld. Met achterlating van hun voertuigen en zware wapens wist een aantal eenheden naar het oosten te ontkomen, maar hun vlucht was nutteloos. Van de kleinere Białystok-pocket kwamen ze terecht in de grotere pocket die zich begon te vormen bij Minsk.

### Opmars Panzergruppe 2

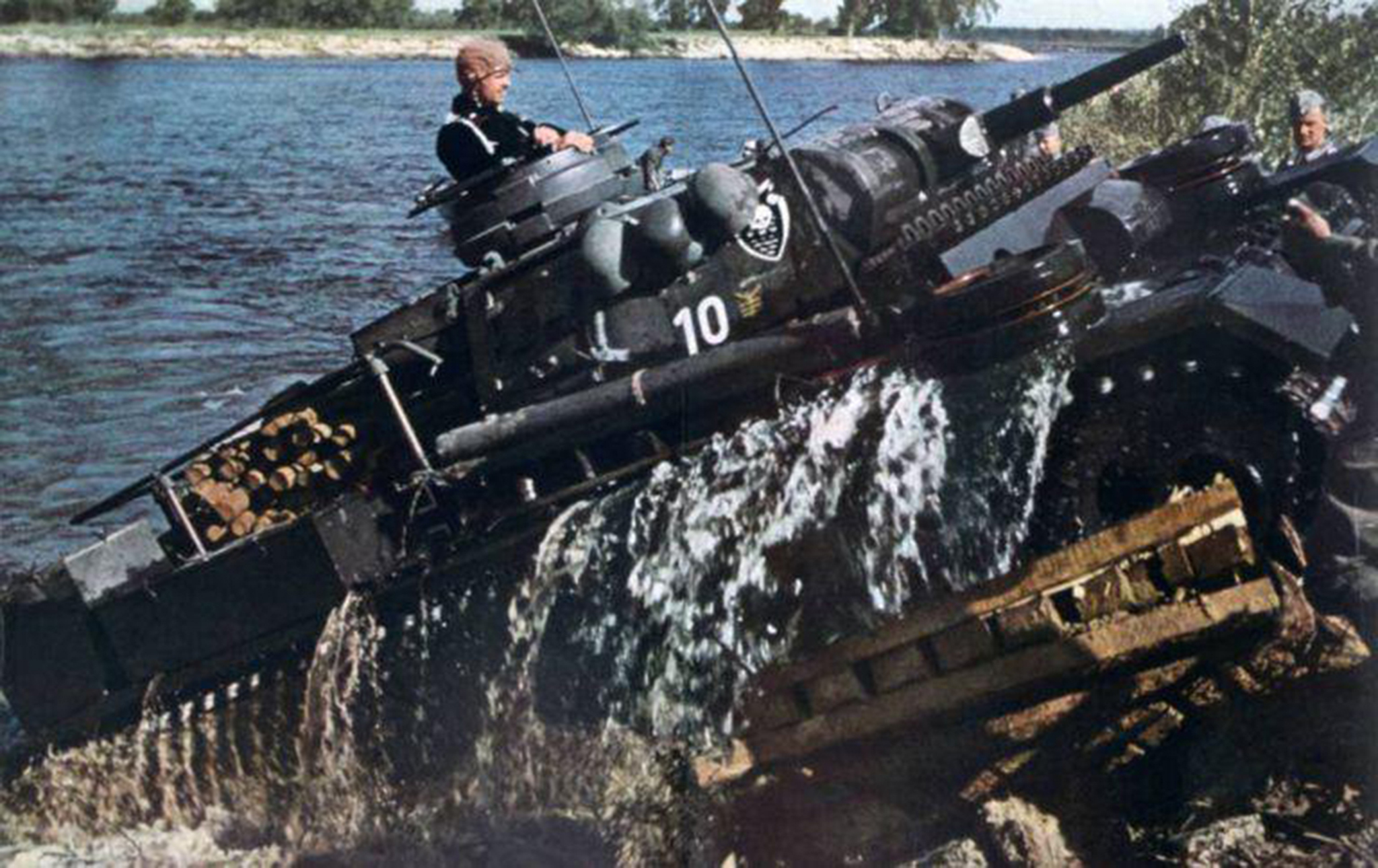
Duitse tanks steken de Boeg over

Op 22 juni 1941 ging Panzergruppe 2 onder leiding van generaal Guderian in de aanval. Twee pantserdivisies staken ten noorden van Brest de Boeg over en twee andere pantserdivisies ten zuiden van de stad. Doordat de Duitse commando's de springladingen van de bruggen hadden verwijderd verliep de opmars snel. Reeds op de eerste dag werden twee Sovjetdivisies in de vestingstad omsingeld. Terwijl de Duitse 45e Infanteriedivisie Brest belegerde, rukten de tanks verder op. De voorhoede stootte op twee Sovjettankdivisies, die na een kort gevecht met zware verliezen aan Sovjetzijde werden teruggedreven naar Kobryn. De volgende dag ging de opmars verder. De Sovjets probeerden de opmars van Panzergruppe 2 te stoppen, maar zowel de tegenaanval van het 14e Gemechaniseerde Korps bij Slonim als de tegenaanval van het 17e Gemechaniseerde Korps bij Baranavitsjy faalde.
De Sovjetgeneraals waren niet opgewassen tegen de flexibele oorlogsvoering van generaal Heinz Guderian. Als zijn voorhoede op Sovjeteenheden stuitte, dan liet hij het verkenningsbataljon halt houden terwijl ze voortdurend contact hielden met de vijand. Ondertussen zochten de andere pantserregimenten de flanken van de Sovjetverdediging en vielen de vijand in de flank of de rug aan. Het leek alsof de Duitse tanks overal opdoken. De Sovjetbevelhebbers panikeerden en hun organisatie stortte ineen. Een andere tactiek bestond erin dat het voorhoedebataljon na het eerste contact met de Sovjets zich terugtrok. De onervaren Sovjetofficieren dachten dat de Duitsers op de vlucht sloegen en ze zetten de achtervolging in. Hierbij geraakten de tanks en infanterie al spoedig van elkaar gescheiden. De Duitse pantserafweerkanonnen rekenden snel af met de overmoedige Sovjettanks en de Sovjetinfanterie was geen partij voor de Duitse machinegeweren. Bovendien werden hun colonnes voortdurend bestookt door de Luftwaffe.
Meer naar het noorden vielen het Duitse 7e Korps, 9e Korps en 43e Korps aan. De grensverdediging stortte in elkaar en het 10e Leger begon zich terug te trekken naar het oosten. Stavka beval om de verdedigingslinie langs de grens te herstellen en tegenaanvallen uit te voeren, maar zelfs als deze bevelen de eenheden aan het front bereikten, dan waren deze niet in staat ze uit te voeren. In het zuiden trokken de restanten van het 4e Leger zich terug naar het Hajnówkawoud.
Op 24 juni 1941 begon generaal Guderian aan de opmars naar Minsk. Die dag veroverde hij Baranavitsjy en Slutsk. Zijn tanks rukten steeds verder naar het oosten op en er ontstond een opening met het tragere Duitse 4e Leger. Dit leidde tot hevige discussies tussen generaal Guderian en veldmaarschalk Günther von Kluge, die wilde dat de tanks wachtten op zijn infanteriedivisies. Als compromis stuurde generaal Guderian een gedeelte van zijn tanks naar het belangrijke verkeersknooppunt Volkovysk ten noorden van zijn opmarsroute. Hierdoor sneed hij de terugtocht van het 10e Leger af.

### Pocket wordt gesloten

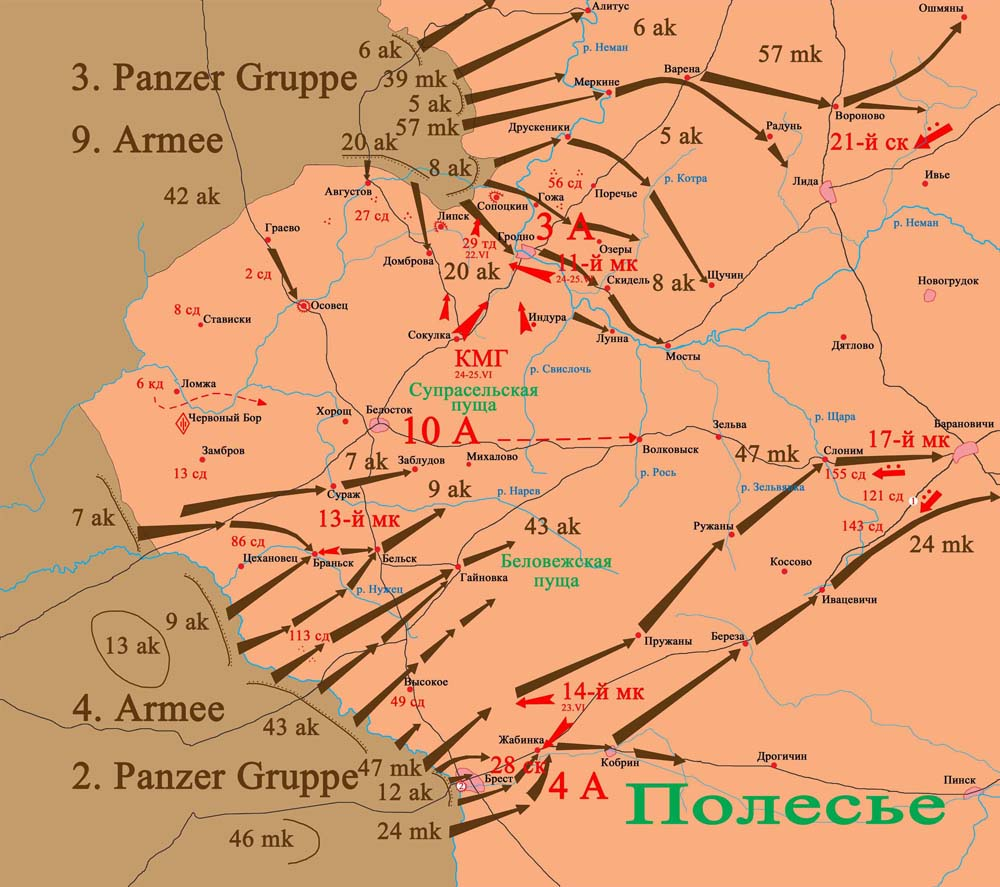
Opmars van Heeresgruppe Mitte

Vijf dagen na het begin van de invasie ontmoette de voorhoede van Panzergruppe 2 de tanks van generaal Hoth ten oosten van Minsk. Het 3e Leger, het 10e Leger en het 13e Leger waren omsingeld ten westen van Minsk. Aanvankelijk bestond de omsingeling enkel uit tanks en gemotoriseerde eenheden. Ze was dus nog niet erg sterk en veel Sovjets wisten tussen de pantserdivisies door te glippen en naar het oosten te ontsnappen. Het 4e Leger en het 9e Leger begonnen de pocket vanuit het westen in te drukken. Op 27 juni 1941 viel Białystok in handen van de 23ste infanteriedivisie. Ondertussen hadden de tragere infanteriedivisies de Duitse pantserdivisies ingehaald en de strop rond de Sovjetlegers werd strakker aangetrokken.
Op 29 juni 1941 viel Minsk in handen van de Wehrmacht. Generaal Guderian en generaal Hoth lieten het vernietigen van de omsingelde Sovjetlegers over aan het 4e leger en het 9e leger. Beide generaals richtten hun aandacht weer naar het oosten. Ze vreesden dat het momentum van de aanval zou verloren gaan. Na een pauze van twee dagen gingen hun pantserdivisies weer in de aanval. Op 30 juni 1941 viel Babroejsk in hun handen en een dag later staken de 7e Pantserdivisie en de 18e Pantserdivisie de Berezina over. Hun nieuwe doel was Smolensk, de volgende belangrijkste stad op weg naar Moskou.
Het georganiseerde verzet van de Sovjetlegers in de Białystok-Minsk pocket was voorbij, maar kleine groepjes soldaten bleven zich verzetten. De Duitse divisies moesten de pocket zuiveren. Tijdens de Poolse campagne en de aanval op Frankrijk hadden de Duitse pantserdivisies ook grote groepen vijandelijke soldaten omsingeld. Zodra de vijand besefte dat hij was omsingeld, gaf hij zich meestal over. De strijd in het oosten was echter anders. In tegenstelling tot de Poolse en Franse troepen bleven de Sovjets doorvechten. Stadje na stadje of dorp na dorp moest worden veroverd. Het vernietigen van deze ingesloten eenheden kostte Legergroep Centrum veel tijd. Sovjet-eenheden, die geleid werden door bekwame officieren, wisten uit de omsingeling te ontsnappen en zich naar het oosten terug te trekken. Andere groepen verdwenen in de bossen en moerassen van Wit-Rusland, waar ze het begin van de partizanenbrigades vormden.
Pas begin juli was de pocket volledig in Duitse handen en kon maarschalk Von Bock zijn infanteriedivisies hergroeperen om de opmars naar het oosten te hervatten.

## Resultaat

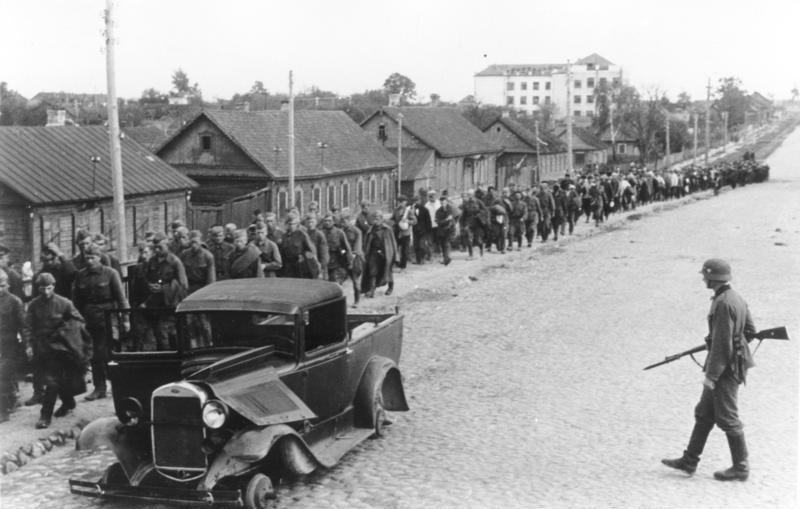
Rijen Sovjet krijgsgevangenen

In vijftien dagen had Heeresgruppe Mitte een overwinning behaald. De Duitse Wehrmacht had niet alleen de grensverdediging doorbroken, maar bovendien de Sovjetlegers die de centrale as bewaakten, omsingeld en vernietigd. De Duitse tanks waren opgerukt voorbij Minsk en Smolensk was hun volgende doel. Als ze die stad bereikten, dan hadden ze 680 km afgelegd. Ze bevonden zich dan op 420 km van Moskou.
Tussen het Noordwestelijk Front en het Zuidwestelijk Front gaapte een gat van meer dan 300 km. Door deze bres rukten twee panzergruppen en twee infanterielegers steeds verder op naar het oosten. In het zuiden remden de Sovjets de opmars van de Duitse Heeresgruppe Süd af. Door de vernietiging van het Westelijk Front was hun noordflank ongedekt.
De nederlaag bij Białystok en Minsk was een van de zwaarste nederlagen van het Rode Leger. Van de 625.000 man verloor het Westelijk Front van het Rode Leger 417.729 doden, gewonden en gevangenen tijdens de gevechten. Meer dan 2500 tanks en 1500 kanonnen gingen eveneens verloren. Ongeveer 290.000 soldaten gaven zich over. Velen van hen zouden sterven in de Duitse krijgsgevangenkampen. Drie van de vier legers van het Westelijk Front waren bijna volledig vernietigd. Het resterende leger was nauwelijks nog gevechtswaardig.
Stalin was niet van plan om zelf de verantwoordelijkheid op zich te nemen. Generaal Pavlov en zijn staf werden naar Moskou ontboden. Onmiddellijk bij aankomst werden ze gearresteerd door de NKVD, berecht en geëxecuteerd. Ook generaal Alexander Korobkov, de commandant van het 4e Leger, werd gearresteerd en doodgeschoten.

## Conclusie
Hoewel de Slag bij Minsk een duidelijke Duitse overwinning was, legde hij toch al de gebreken van de Duitse blitzkriegtactiek bloot. De tanks en de gemotoriseerde divisies van Heeresgruppe Mitte waren te snel opgerukt en de langzamere infanteriedivisies konden dit tempo niet volgen. Hierdoor ontstonden gaten in de omsingeling waardoor de Sovjeteenheden, die onder bevel stonden van capabele officieren, konden ontsnappen. Bovendien bleven de omsingelde Sovjetsoldaten zich hevig verzetten, waardoor de Duitsers waren gedwongen om hun infanteriedivisies in te zetten voor de vernietiging van deze pockets. Ondertussen drongen de commandanten van de pantserdivisies erop aan om de opmars naar het oosten verder te zetten.
Een tweede probleem was die van de bevoorrading. In het door de Sovjet-Unie bezette deel van Polen verliep alles vlot, maar zodra de Duitse divisies het territorium van de Sovjet-Unie binnenrukten, ontstonden de problemen. Het Russische spoorwegnet had een andere breedte, waardoor alle materialen moesten worden overgeladen. Bovendien had Stavka bevolen om bij de terugtocht vooral locomotieven en spoorwegen te vernietigen. Ook waren de wegen onverhard en in slechte staat. Hierdoor was het voor de Duitsers moeilijk om hun pantserdivisies te bevoorraden.
Een derde oorzaak, die uiteindelijk tot het mislukken van Operatie Barbarossa zou leiden, was het feit dat het Rode Leger sneller nieuwe legers kon opbouwen, dan de Duitsers konden vernietigen. Hoewel de legers van het Westelijk Front eind juni 1941 bij Minsk waren vernietigd, dirigeerde Stavka vijf nieuwe legers vanuit de strategische reserve naar Smolensk en begin juli 1941 was het Westelijk Front terug op sterkte. De Duitsers wisten niet eens van het bestaan van deze legers totdat ze hen op het slagveld ontmoetten. Het Westelijk Front zou tijdens de Slag om Smolensk opnieuw worden vernietigd, maar de verliezen werden wederom aangevuld vanuit het Reservefront. Dit zou zich tijdens de Slag om Moskou nog eens herhalen. De operationele doelstelling van Heeresgruppe Mitte was de vernietiging van het Rode Leger ten westen van de Dnjepr geweest. Echter, ondanks het feit dat het Rode Leger enorme verliezen had geleden, was het geenszins vernietigd.